# Старий Боровець
Старий Боровець (пол. Stary Borowiec) — село в Польщі, у гміні Ґродзець Конінського повіту Великопольського воєводства.
Населення — 98 осіб (2011).
У 1975-1998 роках село належало до Конінського воєводства.

## Демографія
Демографічна структура станом на 31 березня 2011 року:
|          | Загалом | Допрацездатний вік | Працездатний вік | Постпрацездатний вік |
| -------- | ------- | ------------------ | ---------------- | -------------------- |
| Чоловіки | 56      | 9                  | 40               | 7                    |
| Жінки    | 42      | 11                 | 19               | 12                   |
| Разом    | 98      | 20                 | 59               | 19                   |